# Saint-Jean—Iberville
Pour les articles homonymes, voir Saint-Jean et Iberville.
Saint-Jean—Iberville fut une circonscription électorale fédérale située en Montérégie dans le sud du Québec, représentée de 1896 à 1935.
La circonscription a été créée en 1892 à partir d'Iberville et de Saint-Jean. Abolie en 1933, elle fut redistribuée parmi les circonscriptions de Châteauguay—Huntingdon et Saint-Jean—Iberville—Napierville

## Géographie
En 1892, la circonscription de Saint-Jean—Iberville comprenait:
- Les villes de Saint-Jean et d'Ibervile
- Les paroisses de Saint-Jean L'Évangéliste, Saint-Luc, Sainte-Marguerite-de-Blairfindie (L'Acadie), Saint-Alexandre, Sainte-Anne-de-Sabrevois, Saint-Athanase, Sainte-Brigide, Saint-Georges-d'Henryville, Saint-Grégoire-le-Grand, Saint-Sébastien, Saint-Valentin, Notre-Dame-de-Stanbridge et Notre-Dame-des-Anges-de-Stanbridge

En 1903, la paroisse de Lacolle, alors dans la circonscription de Missisquoi, fut transférée dans la circonscription de Saint-Jean—Iberville.

## Député
1. 1896-1896 — François Béchard, Libéral
2. 1896¹-1900 — Joseph Israël Tarte, Libéral
3. 1900-1906 — Louis-Philippe Demers, Libéral
4. 1906¹-1922 — Marie-Joseph Demers, Libéral
5. 1922¹-1930 — Aldéric-Joseph Benoit, Libéral
6. 1930-1935 — Martial Rhéaume, Libéral

- ¹ = Élections partielles

## Personnalité notable
- Félix Barrière